# William E. Burney
William Evans Burney (* 11. September 1893 in Hubbard, Hill County, Texas; † 29. Januar 1969 in Denver, Colorado) war ein US-amerikanischer Politiker. Zwischen 1940 und 1941 vertrat er den dritten Wahlbezirk des Bundesstaates Colorado im US-Repräsentantenhaus.

## Werdegang
William Burney besuchte die öffentlichen Schulen in Texas und danach die University of New Mexico in Albuquerque. Während des Ersten Weltkrieges war er Soldat in der US-Marine. Im Jahr 1924 zog William Burney nach Pueblo, wo er im Versicherungsgeschäft tätig wurde. Zwischen 1937 und 1943 war er im Schulrat dieser Stadt. Von 1924 bis 1942 gehörte er der Reserve der US-Armee an, in der er es bis zum Major brachte.
Politisch war Burney Mitglied der Demokratischen Partei. Nach dem Tod des Kongressabgeordneten John Andrew Martin wurde er bei der fälligen Nachwahl zu dessen Nachfolger im US-Repräsentantenhaus in Washington, D.C. gewählt. Dort beendete er zwischen dem 5. November 1940 und dem 3. Januar 1941 die angebrochene Legislaturperiode seines Vorgängers. Bei den regulären Kongresswahlen des Jahres 1940 kandidierte er nicht mehr. Im nun folgenden Zweiten Weltkrieg wurde er als Offizier der US-Armee reaktiviert. Bis zum Ende des Krieges hatte er den Rang eines Colonel erreicht. Nach dem Krieg arbeitete er wieder in der Versicherungsbranche.